# Ardisia polyactis
Ardisia polyactis är en viveväxtart som beskrevs av Carl Christian Mez. Ardisia polyactis ingår i släktet Ardisia och familjen viveväxter. Inga underarter finns listade i Catalogue of Life.